# Pareiorhina carrancas
Pareiorhina carrancas es una especie de peces de la familia Loricariidae en el orden de los Siluriformes.

## Morfología
• Los machos pueden llegar alcanzar los 4,1 cm de longitud total.

## Hábitat
Es un pez de agua dulce y de clima tropical.

## Distribución geográfica
Se encuentran en Sudamérica: Debaixo da Serra (pequeño arroyo de la  cuenca del río Grande en Minas Gerais, Brasil ).